# Collada de Roques Blanques
La Collada de Roques Blanques és una collada situada a 2.249,4 m alt del límit dels termes comunals de Pi de Conflent, de la comarca del Conflent, i de Prats de Molló i la Presta, de la comarca del Vallespir, tots dos a la Catalunya del Nord.
És al nord-oest del terme de Prats de Molló i la Presta i al sud-est del de Pi de Conflent. És a prop al sud del Puig de la Collada Verda, en el camí de Pla Guillem, al nord de la Reserva Natural de Prats de Molló i la Presta.
Aquesta collada és un destí freqüent de les rutes de senderisme del massís del Canigó.